# Гергард Пошнер
Гергард Пошнер (нім. Gerhard Poschner, нар. 23 вересня 1969, Думітра) — німецький футболіст, що грав на позиції опорного півзахисника. По завершенні ігрової кар'єри — спортивний функціонер.
Виступав, зокрема, за клуби «Штутгарт», «Боруссія» (Дортмунд) та «Штутгарт», а також олімпійську збірну Німеччини.
Володар Кубка Німеччини. 

## Клубна кар'єра
Народився 23 вересня 1969 року в румунській комуні Думітра. У п'ятирічному віці перебрався з родиною до західнонімецького Бітігайм-Біссінгена. Вихованець футбольної школи клубу «Штутгарт». Дорослу футбольну кар'єру розпочав 1987 року в основній команді того ж клубу, в якій провів три сезони, взявши участь у 46 матчах чемпіонату. 
Своєю грою за цю команду привернув увагу представників тренерського штабу клубу «Боруссія» (Дортмунд), до складу якого приєднався 1990 року. Відіграв за дортмундський клуб наступні чотири сезони своєї ігрової кар'єри. Більшість часу, проведеного у складі «Боруссії», був основним гравцем команди.
1994 року повернувся до «Штутгарт». Цього разу провів у складі його команди чотири сезони. Граючи у складі «Штутгарта» також здебільшого виходив на поле в основному складі команди. За цей час виборов титул володаря Кубка Німеччини.
Згодом з 1999 по 2003 рік грав у складі команд італійської «Венеції», іспанського «Райо Вальєкано», австрійського «Рапіда» (Відень) та знову в Іспанії за «Полідепортіво».
Завершив професійну ігрову кар'єру у клубі «Мюнхен 1860», за команду якого виступав протягом 2003—2004 років.
Після завершення ігрової кар'єри пішов по шляху спортивного функціонера. У 2009—2010 роках був генеральним менеджером іспанського «Реал Сарагоса», згодом став спортивним директором німецького «Мюнхен 1860».

## Виступи за збірні
Протягом 1989–1992 років залучався до складу молодіжної збірної Німеччини. На молодіжному рівні зіграв у 18 офіційних матчах, забив 4 голи.
З 1990 по 1992 рік захищав кольори олімпійської збірної Німеччини. У складі цієї команди провів 3 матчі, забив 1 гол.

## Титули і досягнення
- Володар Кубка Німеччини (1):

«Штутгарт»:  1996-1997